# Bart De Nijn
Bartholomeus Joseph Maria (Bart) De Nijn (Schoten, 20 juni 1954) is een Belgisch Vlaams-nationalistisch politicus.

## Levensloop
De Nijn groeide op in Battel, noordwestelijke wijk van Mechelen, en kreeg het Vlaams-nationalisme van thuis mee. Tijdens zijn jeugd was hij actief in de Vlaamse VolksKunstBeweging (VVKB) en de Chiro. Tijdens zijn studententijd - hij volgde een lerarenopleiding tot leraar Wetenschappen en Aardrijkskunde die hij in 1976 voltooide - was hij aangesloten bij KVHV Antwerpen. De Nijn werd politiek actief bij de Volksunie en was van 1984 tot 1985 voorzitter van de Volksuniejongeren (VUJO). Van september tot december 1982 zetelde De Nijn ook in de gemeenteraad van Mechelen ter vervanging van wijlen Wim Jorissen.
Na zijn studies ging hij in 1977 aan de slag als leerkracht in het College Hagelstein in Sint-Katelijne-Waver, een beroep die hij uitoefende tot in 2006. In deze periode was hij syndicaal afgevaardigde voor de christelijke onderwijsvakbond COC. In de jaren 1990 was Bart De Nijn actief in de Vlaamse Volksbeweging, en richtte een nieuwe afdeling op in Mechelen.
Bij de  lokale verkiezingen van 2000 werd hij opnieuw verkozen in de Mechelse gemeenteraad. Na het uiteenvallen van de Volksunie in 2001 koos hij voor de N-VA en werd hij arrondissementeel voorzitter van de partij. Bij de gemeente- en provincieraadsverkiezingen van 8 oktober 2006 verlengde hij zijn mandaat als gemeenteraadslid en werd hij tevens verkozen tot provincieraadslid. Kort daarna werd hij gedeputeerde van de provincie Antwerpen en volgde hij enige tijd Mark Demesmaeker op als algemeen secretaris van de N-VA, een functie die hij van 2007 tot 2008 uitoefende onder voorzitterschap van Bart De Wever. Bij de federale verkiezingen van 2010 behaalde hij als 14e opvolger op de N-VA-lijst voor de senaat 19.874 voorkeurstemmen.
Bij de lokale verkiezingen in oktober 2012 werd De Nijn zowel voor de gemeenteraad als de provincieraad verkozen. Hij was lijsttrekker voor de provincieraad in het provinciedistrict Mechelen. Zijn N-VA werd ook daar de grootste partij met 28.372 stemmen of 28,6%, persoonlijk wist hij 8.298 kiezers te overtuigen en werd daarmee de tweede populairste politicus na Kris Peeters (9.159 naamstemmen). Voor de gemeenteraad behaalde zijn partij 23,2% oftewel 12.244 stemmen. Hijzelf kreeg - vanop de derde plaats - 1.223 voorkeurstemmen. Hij besloot zijn mandaat als gedeputeerde niet te verlengen om in het schepencollege te zetelen. Op 2 januari 2013 werd hij aangesteld als schepen van openbare werken in Mechelen. Van februari 2013 tot mei 2014 zetelde hij eveneens als rechtstreeks gekozen senator in de Senaat ter opvolging van Piet De Bruyn, die in het Vlaams Parlement ging zetelen. Hierdoor moest hij ook ontslag nemen als provincieraadslid.
In oktober 2015 vond de correctionele rechtbank van Mechelen De Nijn schuldig aan belangenvermenging, maar op 3 mei 2017 sprak het Hof van Beroep in Antwerpen hem over de hele lijn vrij.  Gedurende de procesgang nam De Nijn vrijwillig ontslag als schepen van Mechelen. Na zijn vrijspraak werd hij in december 2017 terug schepen van Mechelen. Hij bleef schepen tot aan de gemeenteraadsverkiezingen van oktober 2018.
In de zomer van 2018, toen naar aanloop van de gemeenteraadsverkiezingen van dat jaar de lokale lijst volop werd gevormd, kwam het tot een breuk met N-VA. De Nijn verklaarde zich niet te kunnen vinden in de inhoud van de campagne en de samenstelling van de lokale Mechelse lijst . De Nijn aanvaardde medio augustus het aanbod van de CD&V om als onafhankelijke kandidaat de lokale lijst te duwen . Hij werd echter niet herkozen in de Mechelse gemeenteraad.

### Privéleven
Hij is gehuwd en heeft drie zonen.